# Phil Cunningham
Phil Cunningham, MBE, (Edimburgo, Escocia, 1960) es un músico y compositor británico, reconocido por tocar el acordeón con Silly Wizard y en dúo con su hermano Johnny, así como con otros artistas.

## Biografía
Phil comenzó a tocar el acordeón y el violín a una edad temprana. Acudió a la escuela en Portobello y creció en Mormon, donde solía tocar el órgano en la Iglesia.
Con 16 años, se unió a su hermano mayor Johnny en el grupo Silly Wizard, donde tocó el acordeón, el armonio, la guitarra, el sintetizador y cantó. También compuso parte de las canciones del grupo. Tras la ruptura de Silly Wizar, Phil y Johnny grabaron dos discos y salieron de gira con Mícheál Ó Domhnaill y Triona Ni Domhnaill con el nombre de Relativity. Desde entonces, Phil también ha desarrollado una carrera en solitario paralela con el lanzamiento de discos como Air & Graces y The Palomino Waltz, así como varias colaboraciones con el músico de folk Aly Bain. También ha producido varios discos del cantante estadounidense Connie Dover, y ha compuesto música para televisión y teatro, con el estreno en 1997 de Highlands and Islands Suite en el Glasgow Royal Concert Hall. En 2002, Phil fue galardonado con la Orden del Imperio Británico por su dedicación a la música escocesa. También fue premiado con un Doctorado en Letras en la Glasgow Caledonian University.

## Discografía
En solitario
- Airs & Graces (1984)
- Palomino Waltz (1989)

Con Silly Wizard
- Caledonia's Hardy Sons (1978)
- So Many Partings (1980)
- Wild and Beautiful (1981)
- Kiss the Tears Away (1983)
- A Glint of Silver (1986)
- Live Wizardry (1988)

Con Relativity
- Relativity (1986)
- Gathering Pace (1987)

Con Johnny Cunningham
- Against the Storm (1980)

Con Aly Bain
- The Pearl (1995)
- The Ruby (1997)
- Another Gem (2000)
- Spring The Summer Long (2003)
- Best of Aly and Phil (2004)
- Roads Not Travelled (2006)
- Portrait (2010)
- Five and Twenty (2012)

Con Connie Dover
- Somebody (1991)
- The Wishing Well (1994)
- If Ever I Return (1997)
- The Border of Heaven (2000)

Con Kris Drever
- Mark the Hard Earth (2010)